# (18969) Valfriedmann
(18969) Valfriedmann (2000 QY152) – planetoida z pasa głównego asteroid okrążająca Słońce w ciągu 3,46 lat w średniej odległości 2,29 j.a. Odkryta 29 sierpnia 2000 roku.